# Hegarwangi
Hegarwangi is een bestuurslaag in het regentschap Tasikmalaya van de provincie West-Java, Indonesië. Hegarwangi telt 4300 inwoners (volkstelling 2010).